# Дом братьев Бреусовых
Дом братьев Бреусовых — здание в Алма-Ате, принадлежавшее первопоселенцам города Верного, садоводам Бреусовым, в частности Е. С. Бреусову, гласному Верненской городской думы.

## История
Здания были построены в начале XX века и выкуплены братьями Бреусовыми. Один из домов был арендован областным Статистическим комитетом.
После революции дома были конфискованы для губернского статистического отдела.
В годы Гражданской войны здесь размещался Политотдел 3-й Туркестанской стрелковой дивизии, возглавляемый Дмитрием Фурмановым.
Позднее организациями, размещавшимися в здании были подготовлены к изданию первые русско-казахские буквари и справочники, работал гарнизонный театр.
В настоящее время в здании размещается ТОО «Казэкология».

## Архитектура
Здание представляет собой образец городской застройки Верного начала XX века. Это бревенчатый сруб из тянь-шанской ели на высоком подвальном этаже. Фасады дома оштукатурены, имитируя каменное сооружение. Окна имеют профилированные сандрики. Простенки между окон рустованы. Фасады завершены развитым сталактитовым карнизом. Крыльцо оформлено лучковой формы козырьком на деревянных столбах, декорированными подзорами, в технике сквозной резьбой.

## Статус памятника
10 ноября 2010 года был утверждён новый Государственный список памятников истории и культуры местного значения города Алматы, одновременно с которым все предыдущие решения по этому поводу были признаны утратившими силу. В этом Постановлении был сохранён статус памятника местного значения здания дома братьев Бреусовых. Границы охранных зон были утверждены в 2014 году.